# Cocenești
Cocenești – wieś w Rumunii, w okręgu Ardżesz, w gminie Mioarele. W 2011 roku liczyła 241 mieszkańców.